# Camionetta Sahariana
Die Camionetta Sahariana, mit den Versionen Camionetta 'Sahariana' AS 42 (AS als Abkürzung für „Africa Settentrionale“) oder Camionetta SPA 43 'Sahariana', war ein ungepanzerter Geländewagen der italienischen Streitkräfte im Zweiten Weltkrieg.

## Geschichte

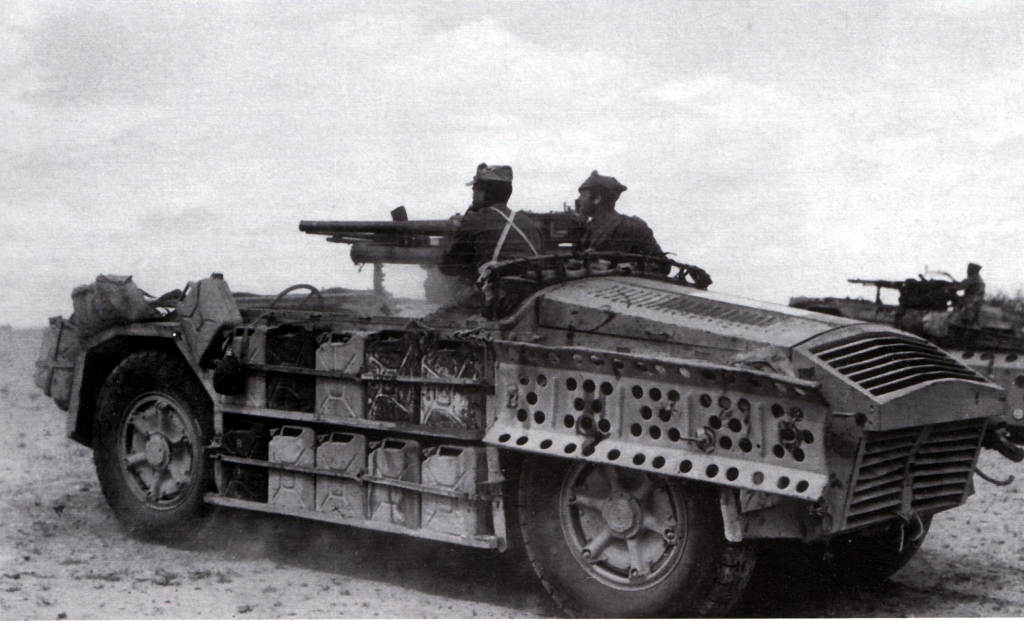
Camionetta Sahariana im Einsatz

Die Sahariana wurde von der SPA-Viberti, einer Tochterfirma von Fiat, für Wüsteneinsätze in Nordafrika auf Basis des Panzerwagens Autoblindo AB41 mit breiteren Ballonreifen und Halterungen für Kanister konstruiert. Die ersten zehn Fahrzeuge wurden vom „Raggruppamento Sahariano AS“ unter Generale Mannerini erprobt:
| Sahariana AS-42 (no. 790 B) | 1 × 2-cm-Flak  | 1 × 8-mm-MG           |
| Sahariana AS-42 (no. 791 B) | 1 × 4,7-cm-Pak | 1 × 8-mm-MG           |
| Sahariana AS-42 (no. 792 B) | 1 × 2-cm-Flak  | 1 × 8-mm-MG           |
| Sahariana AS-42 (no. 793 B) | 1 × 2-cm-Flak  | 2 × 8-mm-MG           |
| Sahariana AS-42 (no. 794 B) |                | 2 × 8-mm-MG           |
| SPA TL37 AS (no. 795 B)     | 1 × 2-cm-Flak  | 2 × 8-mm-MG           |
| SPA TL37 AS (no. 796 B)     | 1 × 2-cm-Flak  | 1 × 8-mm-MG           |
| SPA TL37 AS (no. 797 B)     | 1 × 2-cm-Flak  | 1 × 8-mm-MG           |
| SPA TL37 AS (no. 798 B)     | 1 × 2-cm-Flak  |                       |
| SPA TL37 AS (no. 798 B)     |                | (Versorgungsfahrzeug) |

Nachdem die Einheit sich im Einsatz gegen die britischen Long Range Desert Groups bewährt hatte, wurden vier weitere Einheiten („Compagnie Arditi Camionettisti“) aufgestellt, die über drei Züge mit je acht Fahrzeugen verfügten und vor allem für weitreichende Aufklärungsaufträge vorgesehen waren:
| Einheit                             | Fahrzeuge     | Standort | Einsatz                             |
| 103a Compagnia Arditi Camionettisti | 24 × AS 42    | bei Sfax | Einsatz in Tunesien                 |
| 112a Compagnia Arditi Camionettisti | 24 × AS 42    | Sizilien | kein Einsatz                        |
| 113a Compagnia Arditi Camionettisti | 24 × AS 42    | Sizilien | Einsatz gegen die alliierte Landung |
| 123a Compagnia Arditi Camionettisti | 24 × AS 42/43 | Rom      | kein Einsatz                        |

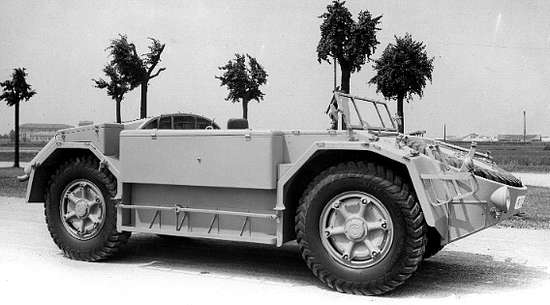
As 42 „Metropolitana“

Nach dem Waffenstillstand mit den Alliierten wurden die verbliebenen Einheiten aufgelöst. Einige Sahariana AS 42 und 43 (die Typenbezeichnungen 42 und 43 bezogen sich auf das Herstellungsjahr) wurden jedoch bis zum Kriegsende von den Einheiten der Italienischen Sozialrepublik (R.S.I.) verwendet, darunter sechs Fahrzeuge, die mit italienischen Besatzungen von der Aufklärungsabteilung der deutschen 2. Fallschirmjäger-Division an der Ost- und später an der Westfront eingesetzt wurden. Einige dieser Beutefahrzeugen sind mit Fotos dokumentiert.  Sieben Sahariana wurden nach dem Krieg noch bis 1954 von Polizeieinheiten eingesetzt. Die Modelle für den Wüsteneinsatz waren als „Sahariana“ bekannt. Die in städtischem Umfeld genutzten Versionen wurden auch mit dem Beinamen „Metropolitana“ genannt.
Technische Daten (Camionetta AS 42 Sahariana)
| Antrieb         | SPA Abm 1, 6-Zylinder-Reihenmotor mit 100 PS |
| Getriebe        | 6 Vorwärtsgänge, 1 Rückwärtsgang             |
| Bodenfreiheit   | 35 cm                                        |
| Steigungsgrad   | 23°                                          |
| Länge           | 5,62 m                                       |
| Breite          | 2,26 m                                       |
| Höhe            | 1,80 m                                       |
| Geschwindigkeit | 84 km/h                                      |
| Leergewicht     | 4,5 t                                        |
| Gefechtsgewicht | 6 t                                          |
| Fahrbereich     | 300 km, mit Ersatzkanistern 800 km           |
| Besatzung       | 5 Mann                                       |